# ジョーダン・フライ
ジョーダン・フライ（Jordan Fry、本名：Jordan Paul Fry、1993年6月7日 - ）は、アメリカ合衆国の俳優。

## 人物
ワシントン州スポケーン出身。父はポール・フライ、母はプロデューサーと女優であるクリスティーン・フライ。妹レイチェルと弟ジョシュアがいる。趣味はサッカー。

### 俳優として
2003年に『Raising Flagg』で映画デビュー。2005年の『チャーリーとチョコレート工場』のマイク・ティービー役で知られるようになる。2007年の『ルイスと未来泥棒』では主人公・ルイスの声を担当した。2012年の『ファインド・アウト』では、Jock役としてカメオ出演をした。2015年には、新作 『Byrd and the Bees』の出演が決まる。

## 出演作品
| 公開年 | 邦題 原題                                                      | 役名               | 備考       |
| ------ | -------------------------------------------------------------- | ------------------ | ---------- |
| 2003   | Raising Flagg                                                  | Porter Purdy       | 日本未公開 |
| 2005   | チャーリーとチョコレート工場 Charlie and the Chocolate Factory | マイク・ティービー |            |
| 2006   | Counter-Fit                                                    | Clarence           |            |
| 2007   | ルイスと未来泥棒 Meet the Robinson                             | ルイス             | 声の出演   |
| 2010   | The Journey                                                    | カイル             |            |
| 2011   | An International Love Story                                    | ジョセフ           | 短編映画   |
| 2012   | ファインド・アウト Gone                                        | Jock               |            |